# Caladeniinae
Caladeniinae es una subtribu de orquídeas de la subfamilia Orchidoideae,  familia Orchidaceae. 
Pertenece a la tribu Diurideae que está compuesta de especies de hábito terrestres, y que se encuentra principalmente en Australia y Nueva Zelanda, y algunas especies en Java, Célebes y algunas islas menores cercanas.
Las características de la subtribu Caladeniinae entre Diurideae se das por ser los únicos que presentan al mismo tiempo las siguientes cualidades: estar compuesta por plantas que tienen raíces de tubérculos carnosos, son anuales con  tallos, hojas e inflorescencias, cubiertas de tricomas  basales.
Caladeniinae consta de más de quinientas especies dividida en más de nueve géneros que, además de las características antes mencionadas tienen tubérculos formados por varias capas de fibras, hojas, solitarias, flores en racimos o con flores solitarias.

## Géneros
- Géneros: Adenochilus - Aporostylis - Caladenia - Cyanicula - Elythranthera - Eriochilus - Glossodia - Leptoceras - Praecoxanthus